# Allactaga tetradactyla
Allactaga tetradactyla (Тушкан чотирипалий) — вид родини Стрибакові (Dipodidae).

## Поширення
Знаходиться в зоні прибережних галькових рівнин в північному Єгипті та східній Лівії. Цей нічний вид зустрічається в рослинності на солончаках і області глинистої пустелі прибережних рівнинах.

## Опис
Він має довгі задні лапи, короткі передні лапи і довгі вуха. Хутро кольору піску з білим підчерев'ям. Кожна задня нога має додатковий, четвертий палець на нозі, який є малим порівняно з 3 функціональними пальцями. Довгий хвіст служить для балансування. У кінці хвоста чорно-білі щітка. Довжина тіла від 10 до 12 см, довжина хвоста від 15,5 до 18 см, а вага від 50 до 55 грамів.

## Поведінка
Їсть траву, листя і м'яке насіння. Велику частину світлового дня проводить в підземних норах. Пересувається величезними (як для свого розміру) стрибками.